# Лёвкинская
Лёвкинская (коми Лёвкинскӧй) — деревня в Усть-Цилемском районе Республики Коми России. Входит в состав сельского поселения Замежная.

## История
По состоянию на 1920 год, в деревне имелось 10 дворов и проживало 52 человека (23 мужчины и 29 женщин). В административном отношении деревня входила в состав Замежного общества Пижемой волости Печорского уезда.

## География
Деревня находится в северо-западной части Республики Коми, преимущественно на левом берегу реки Пижмы, на расстоянии примерно 89 километров (по прямой) к юго-западу от села Усть-Цильма, административного центра района. Абсолютная высота — 151 метр над уровнем моря.
Часовой пояс
Лёвкинская, как и вся Республика Коми, находится в часовой зоне МСК (московское время). Смещение применяемого времени относительно UTC составляет +3:00.
Январский абсолютный минимум температуры в Лёвкинской по данным Коми ЦГМС равен -55.1°, что на 0.1° ниже февральского Усть-Щугора, самого низкого минимума февраля в Коми и на 0.4° выше декабрьского в Якше, и на 0.6° выше январского в Ижме минимума притом что уже в феврале он ровно -50°, минимум января же несколько холоднее декабрьского -53.8° по этой станции.

## Население
| 2010 |
| ---- |
| 13   |

Гендерный состав
По данным Всероссийской переписи населения 2010 года в гендерной структуре населения мужчины составляли 61,5 %, женщины — соответственно 38,5 %.
Национальный состав
Согласно результатам переписи 2002 года, в национальной структуре населения русские составляли 100 % из 9 чел.

## Улицы
Уличная сеть деревни состоит из одной улицы (ул. Лесная).